# Luana (Iowa)
Luana – miasto w Stanach Zjednoczonych, w stanie Iowa, w hrabstwie Clayton. W 2000 liczyło 249 mieszkańców.